# Exsultate, jubilate
Exultate, jubilate, K 165/158a, es un motete religioso de Wolfgang Amadeus Mozart escrito en 1773.
Fue compuesto durante la visita del compositor austríaco a Milán, en la época en la que viajó a Italia. Fue escrito para el castrato Venanzio Rauzzini, el favorito de Mozart para sus óperas. En las representaciones modernas, es interpretado normalmente por una soprano.
Está dividido en tres partes:
1. Allegro
2. Andante
3. Allegro

El allegro final es un destacado y alegre "Alleluia".

## Libreto
| Exultate, jubilate, o vos animae beatae, dulcia cantica canendo, cantui vestro respondendo, psallant aethera cum me. | Regocija, resuena con alegría, Vos benditas almas, Cantando canciones dulces, En respuesta a tu canto Salmodien los cielos conmigo. |
| Recitative | |
| Fulget amica dies, jam fugere et nubila et procellae; exorta est justis inexspectata quies. Undique obscura regnabat nox, surgite tandem laeti qui timuistis adhuc, et jucundi aurorae fortunatae frondes dextera plena et lilia date. | El día amistoso brilla adelante, Tanto las nubes como las tormentas han huido ahora; Para los justos ha surgido Una calma inesperada. La noche oscura reinaba en todas partes [antes]; Levántate, feliz al fin, Tú que temiste hasta ahora, Y alegre por esta afortunada aurora, Dar guirnaldas y lirios con la mano derecha completa. |
| Tu virginum corona, tu nobis pacem dona, tu consolare affectus, unde suspirat cor. | Tú, corona de vírgenes, Concédenos la paz, Consuela nuestros sentimientos, De la cual nuestros corazones suspiran. |
| Alleluja, alleluja! | |